# Koziołek lednicki

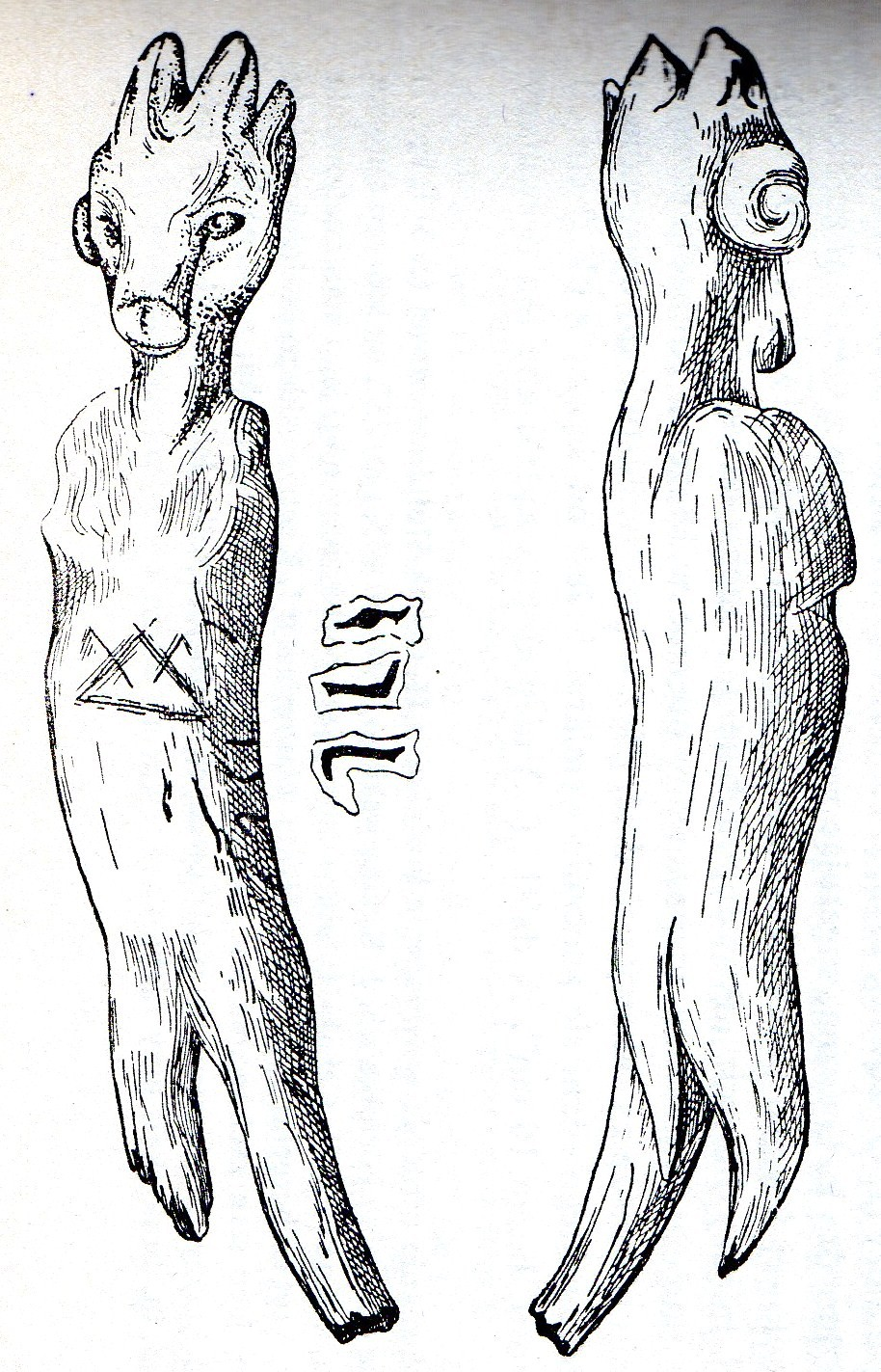
Rycina przedstawiająca podobiznę wykonaną przez Jażdżewskiego w 1888

Koziołek lednicki – około 10- lub 13-centymetrowa dębowa rzeźba przedstawiająca stojącego rogatego kozła z ogonem, z jednej strony zaopatrzonego w spiralny róg, a z drugiej w długie ucho, z dwoma sterczącymi rogami (oprócz spiralnego) i wyciętymi na brzuchu znakami w kształcie krzyżyków oraz trójkątną figurą przedzieloną na dwoje.
Obiekt znany jest od drugiej połowy XIX wieku i doczekał się bogatej literatury. Stał się przyczyną powstania kilku hipotez, często dalekich od uzasadnienia naukowego. W 1874 Poznańskie Towarzystwo Przyjaciół Nauk, z inicjatywy Albina Węsierskiego, wysłało na Ostrów Lednicki wyprawę badawczą. Po przeprowadzeniu badań archeologicznych uczestnicy udali się do majątku zakrzewskiego, do Albina Węsierskiego, który był właścicielem Ostrowa Lednickiego. Węsierski pokazał wtedy po raz pierwszy figurkę koziołka, który znaleziony miał zostać poza wałem otaczającym lednickie ruiny, a według innych źródeł w Imiołkach. 
Według Władysława Jażdżewskiego (1888) trójkąt na brzuchu kozła przypominał jeden ze znaków umieszczonych na kamieniach mikorzyńskich. Uważał koziołka za prasłowiańskiego bożka. Według Janiny Rosen-Przeworskiej (1964) znaki były runami i nawiązywały do mitologii celtyckiej. Rzeźba mogła mieć proweniencję średniowieczną (technika wykonania i wyobrażenie ikonograficzne), jednak nawiązywała do rozwiązań znacznie starszych. Helena Cehak-Hołubowiczowa (1965) widziała w figurce analogie do koziołków z Opola i uważała, że rzeźba związana jest z magią urodzaju. Jerzy Gąssowski (1972) interpretował figurę jako posążek Welesa, a jego ikonografię wiązał ze znakami ze Ślęży. Jan Leśny (1974) poddał rzeźbę szczegółowej krytyce, przede wszystkim opierając się na doskonałym stanie koziołka, który według niego nie mógł się dochować w takiej postaci do XIX wieku. Podważył też pochodzenie kozła z wykopalisk archeologicznych. Włodzimierz Szafrański (1976) porównuje ryty z brzucha zwierzęcia do późnohalsztackiej śląskiej ceramiki malowanej i także uważa go za podobiznę Welesa. Jacek Wrzesiński uważa, że znaki podobne do tych zawartych na kamieniach mikorzyńskich były przykładem fałszowania zabytków archeologicznych. Obrzędy z użyciem rzeźb kozłów do dziś mają miejsce przy okazji obchodów godowych, zapustnych i innych. Koziołka lednickiego wiązać według niego należy z obchodzonym w Imiołkach za życia Albina Węsierskiego podkoziołkiem. Ryty w kształcie krzyżyków mogły być w takim przypadku znakami zabezpieczającymi przed wszelkim złem. Oryginał figurki nie dotrwał do czasów obecnych. W Muzeum Archeologicznym w Poznaniu znajduje się 16-centymetrowa kopia koziołka.
Teatr im. Aleksandra Fredry w Gnieźnie wystawił w 1977 sztukę Figle koziołka z Lednicy w reżyserii Wojciecha Boratyńskiego.